# سور الكويت
سور الكويت هو سور تاريخي شُيِّد حول مدينة الكويت والتي بني حولها خلال تاريخها 3 أسوار ٬ وقد هدم آخر هذه الأسوار عام 1957 نتيجة التوسع العمراني للمدينة. وهناك اختلافات كبيرة بشأن تاريخ بناء السور الأول: فقد كان ما بين سنوات 1760 و 1770 و 1789م. أما تاريخ بناء السور الثاني فقد كان بين 1798 و 1811 و 1814م. أما السور الثالث فالاتفاق أنه بني سنة 1920 في عهد الشيخ سالم المبارك الصباح، وكان تشييد هذه الأسوار لأغراض دفاعية بعد خوض الكويت عدداً من النزاعات الإقليمية والحروب.

## السور الأول
شيد في عهد الشيخ صباح بن جابر عام 1760م، وبلغ طوله 750 متر، وهو أول سور عرفته الكويت، يمتد عند الساحل الواقع شمال منحدر بهيته في مكان قصر السيف اليوم، ولم يبقَ من المباني التي كانت بداخل السور سوى 4 مساجد وهي: مسجد السوق الكبير ومسجد الخليفة ومسجد العدساني ومسجد الحداد وكانت للسور خمس بوابات وهي الفداغ والمديرس من الغرب وقبلة وبن بطي والقروية، وقيل ست بوابات. وقد بني هذا السور بعد ضعف نفوذ بني خالد وعجزهم عن حماية الكويت بسبب الصراعات الداخلية على الحكم بعد وفاة سليمان بن محمد آل غرير سنة 1166هـ/1753م، فظهرت التهديدات من الجنوب بتزايد نفوذ سعود الكبير بن عبد العزيز والتهديد من جهة الشمال. وكان السور مبنيا من الطين فكان كافيا لوقايتها من هجمات البدو حيث أقيم لدرء خطر القبائل المجاورة بعد الانهيار التدريجي لنفوذ بني خالد.

## السور الثاني
شيد عام 1814م واحتوى على خمسة أبواب وبلغ طول السور 2300 متر، وكان السور الثاني يُسمى البِدَن.

## السور الثالث
سور يحيط بجهات البر في مدينة الكويت، أحد طرفي في الجون الشرقي، والآخر في الشاطئ الغربي، شيد في عهد الشيخ سالم المبارك الصباح وبوشر بنائه في 14 يونيو 1920 وانتهى بناؤه خلال شهرين شيد السور من أجل حماية المدينة من أي هجوم بري بعد هزيمة الجيش الكويتي في معركة حمض، كانت البوابات التي تعمل هي بوابة البريعصي وبوابة الشامية وبوابة الجهراء أما بوابة المقصب وبوابة دسمان فإنهما لا يفتحان إلا عند اللزوم، لم تنفق الحكومة على ذلك السور، بل كان من تبرعات أهل الكويت.

### تصميم السور
يبلغ طول السور 7 كيلومترات ويمتد حول مدينة الكويت بارتفاع قدره 4 أمتار وسمك 3 أمتار ويتكون من أربع بوابات وأضيفت بوابة خامسة لاحقا وهي بوابة المقصب والبوابات هم (من الشرق إلى الغرب):
- بوابة دسمان
- بوابة البريعصي (لاحقاً بوابة الشعب)[12]
- بوابة الشامية أو بوابة نايف
- بوابة الجهراء[13]
- بوابة المقصب[14]

وقد تناوب العديد من النجارين في مهمة صنع بوابات الدروازة مثل؛ عبد الله علي النصيب ومحمد بن خميس وعبد العزيز الصقعبي. كانت مهمة حراسة البوابات تناط إلى الحراس وكان الحراس يقومون بفتح أبواب بعد صلاة الفجر كل يوم وتبقى الأبواب مفتوحة حتى بعد صلاة المغرب، حيث تغلق الأبواب. وللحراس غرفة نوم وغرفة للسلاح، وفي أوائل الخمسينات من القرن العشرين قام الشيخ عبد الله المبارك الصباح باستبدال الحراس الموجودين بحراس مدربين من الجيش.

## هدم السور
في عهد الشيخ عبد الله السالم الصباح صدر قرار من مجلس الوزراء بهدم سور الكويت في 4 فبراير 1957 والإبقاء على بواباته الخمس، وقد تم استبداله بما يعرف الآن بحدائق السور.

## معرض صور

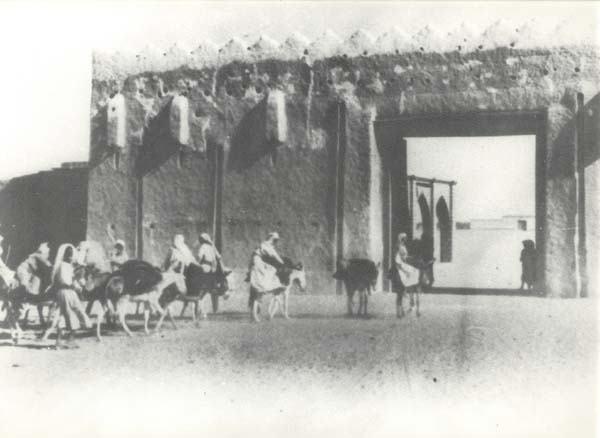
إحدى بوابات سور الكويت من الخارج.
إحدى بوابات سور الكويت من الداخل.
بوابة الجهراء في صورة جوية عام 1959.
عمال يشرعون في هدم السور عام 1957.
بوابة الشامية إحدى بوابات سور الكويت.
بوابة الجهراء إحدى بوابات سور الكويت.
بوابة المقصب إحدى بوابات سور الكويت.
بوابة الشعب إحدى بوابات سور الكويت.